# Villemagne-l'Argentière
Villemagne-l'Argentière è un comune francese di 433 abitanti situato nel dipartimento dell'Hérault nella regione dell'Occitania.

## Società

### Evoluzione demografica
Abitanti censiti